# Dantes dröm
Dantes dröm (engelska: Dante's Dream at the Time of the Death of Beatrice) är en oljemålning av den engelske konstnären Dante Gabriel Rossetti. Den målades 1869–1871 och såldes av konstnären till Walker Art Gallery i Liverpool 1881 där den är utställd idag.

## Motiv
Dantes dröm är Rossettis mest monumentala målning och mäter 216 gånger 312,4 centimeter. Den skildrar ett motiv från Dante Alighieris verk I livets vår från 1293 där författarens besjunger sin ungdomskärlek och musa Beatrice Portinari som dör i slutet av berättelsen. I ett drömlikt tillstånd leds Dante av en ängel i rött, som personifierar kärleken, till Beatrices dödsbädd. Två kvinnor i grönt håller en baldakin över Beatrice. Målningen är fylld av symbolik, till exempel vallmoblommor i förgrunden som står för sömn och död, äppelblommor för kyskhet, och de röda duvorna som står för kärlek.

## Bakgrund
Som modell för Beatrice satt Jane Morris som han inledde en relation med trots hennes äktenskap med kollegan William Morris. Efter färdigställandet av målningen ändrade Rossetti Beatrices hårfärg från svart till brunt, sannolikt för att hon skulle likna sin hustru Elizabeth Siddal som dött 1862. Han såg en parallell mellan Dante och sig själv eftersom båda kände en bottenlös sorg när deras älskade dog unga. Strax innan hade han uttryckt sin sorg i Beata Beatrix som avbildade Siddal som Beatrice. Till de grönklädda kvinnorna som håller i baldakinen stod Annie Miller modell. Hon var konstnärsmodell även för de andra prerafaelitiska målarna.
Rossetti hade under hela sitt liv en stor fascination för Dante Alighieri och bytte ordningen på sina förnamn för att hedra den italienska medeltidsförfattaren. Han översatte även dennes verk till engelska och grundade 1849 det prerafaelitiska brödraskapet tillsammans med konstnärerna John Everett Millais och William Holman Hunt. De inspirerades av konsten före Rafael, främst italienskt 1400-talsmåleri (ungrenässansen), Dantes diktning och medeltida sagor och legender.

## Relaterade målningar
Rossetti målade detta motiv för första gången redan 1856, då i en mindre (48,7 × 66,2 cm) akvarell på papper. Den versionen är målad med en annan färgsättning och donerades 1949 till Tate Britain i London. Han målade 1880 ytterligare en version i olja i form av en predella som innehåller två mindre målningar från Dantes berättelse under huvudmotivet. Den är mindre än originalmålningen (135,2 x 200,6 cm) och sedan 1949 utställd på The McManus – Dundee's Art Gallery and Museum i Skottland.
Intill huvudversionen av Dantes dröm på Walker Art Gallery hänger vanligtvis en annan prerafaelitisk målning med motiv från I livets vår: Henry Holidays Dante och Beatrice från 1882–1884.   

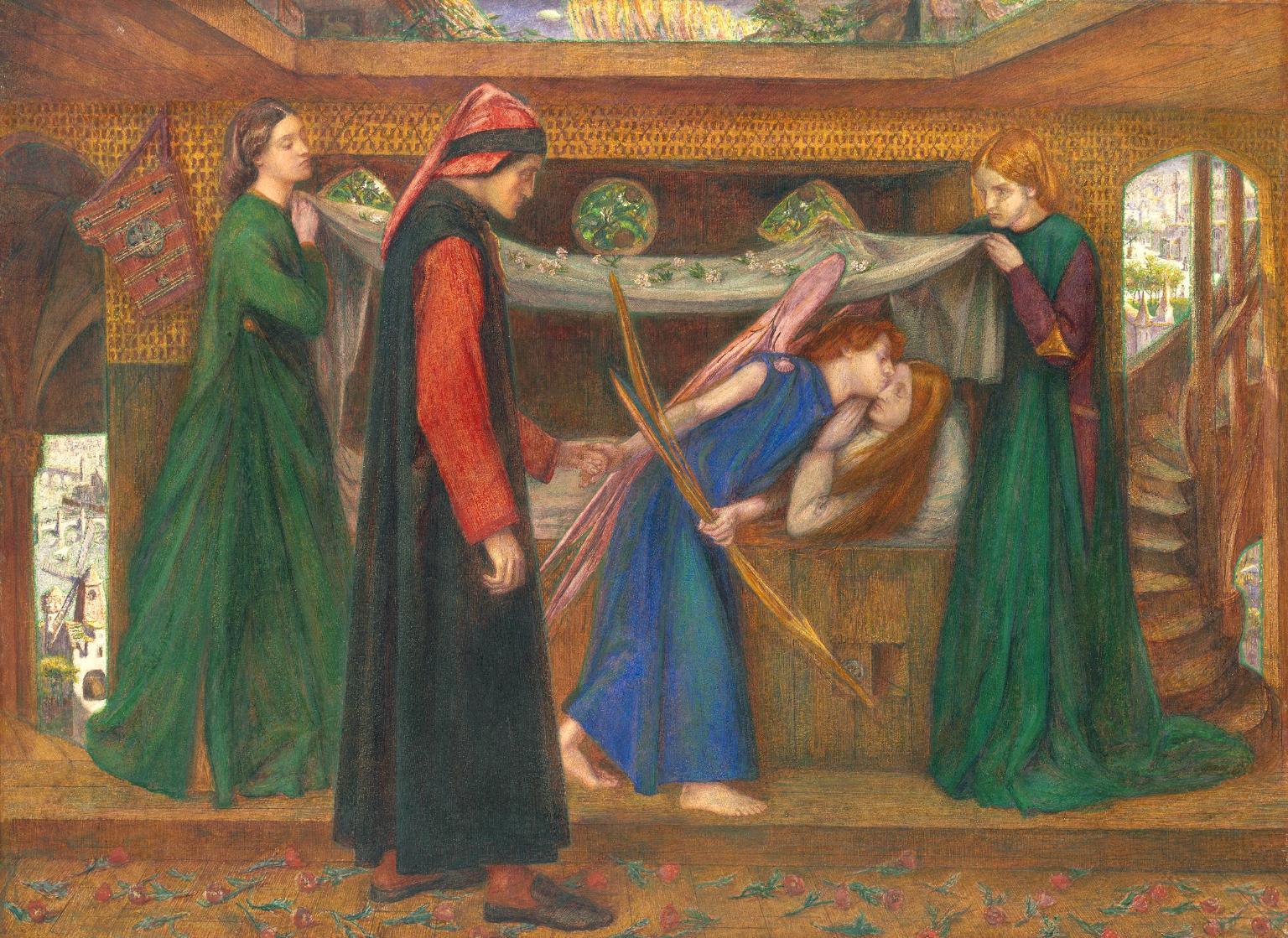
Version i akvarell från 1856 utställd på Tate Britain.
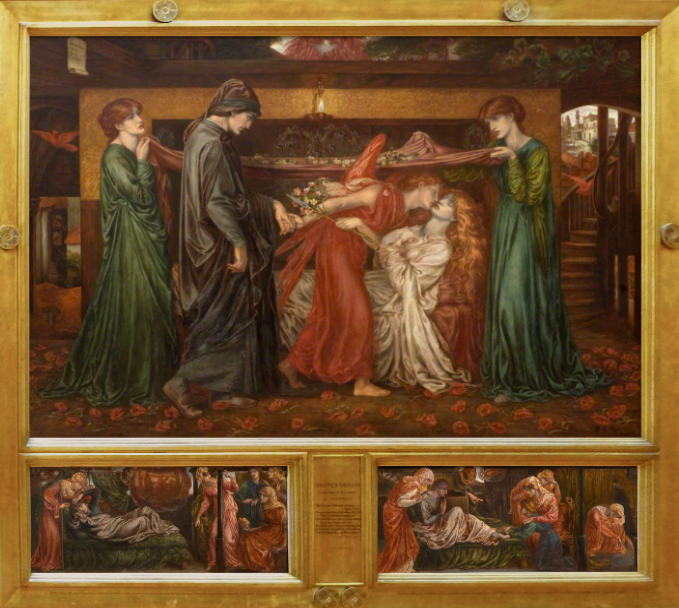
Version från 1880 utställd på The McManus – Dundee's Art Gallery and Museum i Skottland.
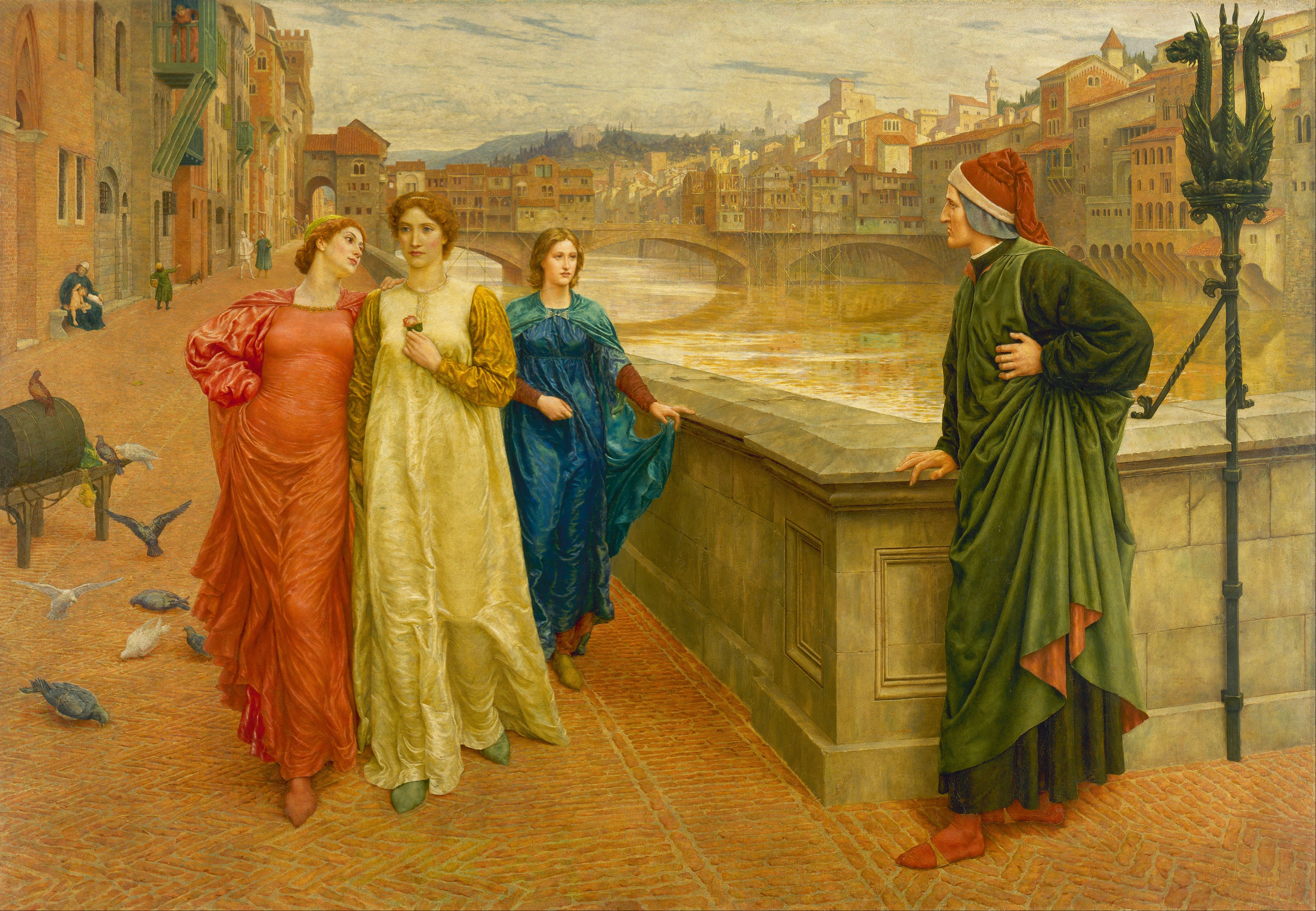
Henry Holidays Dante och Beatrice (1882–1884). Denna målning på liknande tema är också utställd på Walker Art Gallery.